# Vụ tấn công Benghazi năm 2012
Vụ tấn công Benghazi năm 2012 là một cuộc tấn công phối hợp chống lại hai cơ sở của chính phủ Hoa Kỳ tại Benghazi, Libya bởi các thành viên của nhóm phiến quân Hồi giáo Ansar al-Sharia.
Vào lúc 9:40 tối, ngày 11 tháng 9, các thành viên của Ansar al-Sharia đã tấn công tổ hợp ngoại giao Mỹ ở Benghazi dẫn đến cái chết của Đại sứ Hoa Kỳ tại Libya J. Christopher Stevens và Cán bộ Quản lý Thông tin Dịch vụ Đối ngoại Hoa Kỳ Sean Smith. Stevens là đại sứ Hoa Kỳ đầu tiên bị giết trong dòng nhiệm vụ kể từ năm 1979.
Vào khoảng 4 giờ sáng ngày 12 tháng 9, nhóm này đã tiến hành một cuộc tấn công bằng súng cối vào một phụ lục của CIA cách đó khoảng một dặm (1,6 km), giết chết các nhà thầu CIA Tyrone S. Woods và Glen Doherty và làm bị thương mười người khác. Phân tích ban đầu của CIA, được lặp lại bởi các quan chức chính phủ hàng đầu, chỉ ra rằng cuộc tấn công tự phát sinh từ một cuộc biểu tình. Các cuộc điều tra sau đó cho thấy rằng cuộc tấn công đã được dự tính trước - mặc dù những kẻ bạo loạn và những kẻ cướp bóc ban đầu không phải là một phần của nhóm có thể đã tham gia sau khi các cuộc tấn công bắt đầu.
Tạp chí National Review sau đó đã dán nhãn Trận tấn công Benghazi, một cái tên đã được một số phương tiện truyền thông sử dụng để chỉ các cuộc tấn công. Không có bằng chứng rõ ràng nào cho thấy al-Qaeda hoặc bất kỳ tổ chức khủng bố quốc tế nào khác đã tham gia vào cuộc tấn công ở Benghazi. Hoa Kỳ ngay lập tức tăng cường an ninh trên toàn thế giới tại các cơ sở ngoại giao và quân sự và bắt đầu điều tra vụ tấn công Benghazi. Nhiều người Libya lên án các vụ tấn công. Họ đã tổ chức các cuộc biểu tình công khai lên án Ansar al-Sharia, được thành lập trong cuộc nội chiến ở Libya năm 2011 để phản đối nhà lãnh đạo Đại tá Muammar Gaddafi.
Bất chấp những lời buộc tội dai dẳng đối với Tổng thống Obama, Hillary Clinton và Susan Rice, mười cuộc điều tra - sáu cuộc điều tra của các ủy ban quốc hội do đảng Cộng hòa kiểm soát - không thấy rằng họ hoặc bất kỳ quan chức cấp cao nào của Obama đã hành động không đúng. Bốn quan chức sự nghiệp của Bộ Ngoại giao đã bị chỉ trích vì từ chối yêu cầu bảo mật bổ sung tại cơ sở trước vụ tấn công. Eric J. Boswell, Trợ lý Bộ trưởng Ngoại giao về An ninh Ngoại giao, đã từ chức dưới áp lực, trong khi ba người khác bị đình chỉ. Trong vai trò là Bộ trưởng Ngoại giao, Hillary Clinton sau đó đã chịu trách nhiệm về những sai sót an ninh.
Vào ngày 6 tháng 8 năm 2013, có thông tin rằng Hoa Kỳ đã nộp đơn tố giác tội phạm đối với một số cá nhân được cho là có liên quan đến các cuộc tấn công, bao gồm cả lãnh đạo dân quân Ahmed Abu Khattala. Khattala đã được các quan chức Libya và Hoa Kỳ mô tả là nhà lãnh đạo Benghazi của Ansar al-Sharia. Bộ Ngoại giao Hoa Kỳ đã chỉ định Ansar al-Sharia là một tổ chức khủng bố vào tháng 1 năm 2014.
Khattala bị Lực lượng đặc nhiệm quân đội Hoa Kỳ bắt giữ tại Libya, người đang hành động phối hợp với FBI, vào tháng 6 năm 2014. Một nghi phạm khác, Mustafa al-Imam, đã bị bắt vào tháng 10 năm 2017.